# Echinogammarus sicilianus
Echinogammarus sicilianus is een vlokreeftensoort uit de familie van de Gammaridae. De wetenschappelijke naam van de soort is voor het eerst geldig gepubliceerd in 1972 door Karaman & Tibaldi.